# Élections cantonales françaises de 1988
Les élections cantonales se sont déroulées en France les 25 septembre et 2 octobre 1988.

## Résultats

### Analyse
L'abstention franchit un nouveau record avec des taux de 51,03 % au premier tour et 53,00 % au second. Une des explications avancées est le regroupement de plusieurs scrutins dans la même période. En effet, 1988 fut également une année d'élection présidentielle et d'élections législatives puis en novembre un référendum sur le statut de la Nouvelle-Calédonie.
Les résultats sont contrastés. Le Parti socialiste seul recueille un score modeste de 29,71 %, correspondant à un gain de 86 sièges. Néanmoins, le rapport de force général, en faveur de la droite, reste pratiquement inchangé. Avec 48,32 % des suffrages (contre 51,06 % à la majorité de gauche), l'opposition (de droite) conserve 68 présidences de conseil général (dont 44 pour l'UDF et 23 pour le RPR) contre 27 qui reviennent à la majorité (dont 20 pour le PS et 2 pour le PCF). 
La gauche gagne la Gironde, mais perd les Alpes-de-Haute-Provence.

### Résultats nationaux
| Partis politique ou coalition | Partis politique ou coalition      | Premier tour | Premier tour | Premier tour | Second tour | Second tour | Second tour | Sièges | Sièges |
| Partis politique ou coalition | Partis politique ou coalition      | Voix         | %            | Sièges       | Voix        | %           | Sièges      | Nb.    | +/-    |
| ----------------------------- | ---------------------------------- | ------------ | ------------ | ------------ | ----------- | ----------- | ----------- | ------ | ------ |
|                               | Parti socialiste                   | 2 724 452    | 29,98        | 183          | 2 222 041   | 37,23       | 391         | 574    | +87    |
|                               | Parti communiste                   | 1 217 336    | 13,39        | 23           | 586 684     | 9,82        | 142         | 165    | -15    |
|                               | Majorité présidentielle            | 236 310      | 2,60         | 20           | 140 748     | 2,35        | 35          | 55     | +20    |
|                               | Mouvement des radicaux de gauche   | 129 847      | 1,42         | 22           | 91 153      | 1,52        | 22          | 44     | -12    |
|                               | Gauche parlementaire               | 4 307 945    | 47,39        | 248          | 3 040 626   | 50,92       | 590         | 838    | +80    |
|                               |                                    |              |              |              |             |             |             |        |        |
|                               | Union pour la démocratie française | 1 537 847    | 16,92        | 228          | 1 081 829   | 18,12       | 208         | 436    | -71    |
|                               | Rassemblement pour la République   | 1 446 737    | 15,92        | 165          | 1 111 482   | 18,61       | 187         | 352    | -9     |
|                               | Divers droite                      | 1 046 139    | 11,74        | 155          | 686 827     | 11,50       | 148         | 303    | +3     |
|                               | Droite parlementaire               | 4 030 723    | 44,58        | 548          | 2 880 138   | 48,23       | 543         | 1 091  | -77    |
|                               |                                    |              |              |              |             |             |             |        |        |
|                               | Front national                     | 476 735      | 5,24         | 2            | 25 656      | 0,42        | 0           | 2      | 0      |
|                               | Écologistes                        | 145 812      | 1,60         | 0            | 6 664       | 0,11        | 1           | 1      | +1     |
|                               | Extrême gauche                     | 42 771       | 0,47         | 0            | 15 285      | 0,25        | 4           | 4      | -1     |
|                               | Divers dont Régionalistes          | 16 528       | 0,18         | 0            | 482         | 0,00        | 0           | 0      | 0      |
|                               | Extrême droite                     | 15 035       | 0,16         | 0            | –           | –           | 0           | 0      | 0      |
|                               |                                    |              |              |              |             |             |             |        |        |
| Inscrits                      | Inscrits                           | 18 962 152   | 100,00       |              | 13 343 590  | 100,00      |             |        |        |
| Abstentions                   | Abstentions                        | 9 646 939    | 50,87        | 7 068 175    | 52,97       |             |             |        |        |
| Votants                       | Votants                            | 9 315 213    | 49,13        | 6 275 415    | 47,03       |             |             |        |        |
| Blancs et nuls                | Blancs et nuls                     | 227 816      | 2,45         | 305 989      | 4,88        |             |             |        |        |
| Exprimés                      | Exprimés                           | 9 087 397    | 97,55        | 5 969 426    | 95,12       |             |             |        |        |